# ۷۹۱ (میلادی)
۷۹۱ (میلادی) هفتصد و نود و یکمین سال تقویم میلادی است.

## درگذشتگان
‎